# اهتضام التقييد
اهتضام التقييد أو اهتضام الإنزيم التقييدي  (بالإنجليزية: Restriction digest)‏ هو إجراء مستخدم في علم الأحياء الجزيئي لتحضير الدنا من أجل التحاليل أو عمليات أخرى، يسمى هذا الإجراء أحيانا تشديف الدنا (يستخدم هذا المصطلح لإجراءات أخرى). وصف هارلت وجونز الإجراء بالشكل التالي: «يمكن أن تُستخدم هذه التقنية الإنزيمية لقص جزيئات الدنا في مواقع محددة، ضامنين أن جميع القطع التي تحوي تسلسلا معينا في مواقع معينة لها نفس الحجم، فضلا على أن كل القطع التي تحوي التسلسل المرغوب فيه يكون تسلسلها متموضعا تماما بنفس المكان من هذه القطع. يُستخدم في عملية القص قسم مهم من إنزيمات قص الدنا التي تستخلص أساسا من البكتيريا، تسمى هذه الإنزيمات إنزيمات القطع الداخلي أو إنزيمات التقييد وهي قادرة على قص جزيئات الدنا في مواضع تتواجد فيها تسلسلات قواعد قصيرة خاصة.»
غالبا ما تُضاعف كمية الدنا المعالج الناتج باستخدام تقنية تفاعل البوليميراز المتسلسل وذلك يجعلها أكثر ملائمة لتقنيات التحليل مثل الرحلان الكهربي بهلام الأجاروز والاستشراب. يُستخدم هذا الإجراء في عمليات مثل: البصمة الوراثية استنساخ البلازميد الفرعي وتعدد أطوال جزء الحصر.